# Rotkehlanolis
Der Rotkehlanolis (Anolis carolinensis, Syn.: Anolis baccatus), auch Amerikanisches Chamäleon oder Grüner Anolis genannt, ist eine in den subtropischen Laubwäldern der USA und der Karibik beheimatete Echse der Gattung Anolis.

## Beschreibung
Der Rotkehlanolis zeigt wie die meisten Echsen seiner Familie einen ausgeprägten Sexualdimorphismus. Männliche Rotkehlanolis messen ausgewachsen etwa 20 cm bei einer Kopf-Rumpf-Länge von 8 cm, die Weibchen bleiben mit maximal 18 cm und einer Kopf-Rumpf-Länge von 7 cm etwas kleiner. Sie haben einen schlanken Körperbau mit spitz zulaufendem Kopf, der vor allem beim 3–4 cm kleineren Weibchen sehr drahtig ist. Rotkehlanolis können ihre Augen unabhängig voneinander bewegen und die Farbe von grün zu braun wechseln, was ihnen auch den Namen Amerikanisches Chamäleon einbrachte. Die Körperfarbe ändert sich je nach Stimmung und Aktivität, wobei anzumerken ist, dass die Weibchen oftmals dunkler als die Männchen sind. Wenn die Tiere sich etwa sonnen, färben sie sich dunkler, um mehr Wärme aufzunehmen. Der Kehlsack dieser Art ist namensgebend rot. Die geläufige Meinung, dass Weibchen diesen Kehlsack nicht besitzen, ist falsch. Er ist jedoch sehr viel kleiner als der des Männchens und wird fast nie eingesetzt. Der Kehlsack wird sowohl bei Männchen als auch beim Weibchen vom Zungenbeinapparat aufgespannt. Das durchschnittliche Lebensalter wird mit 3 bis 5 Jahren angegeben, die Tiere können aber durchaus auch bis zu 8 Jahre alt werden.

## Vorkommen

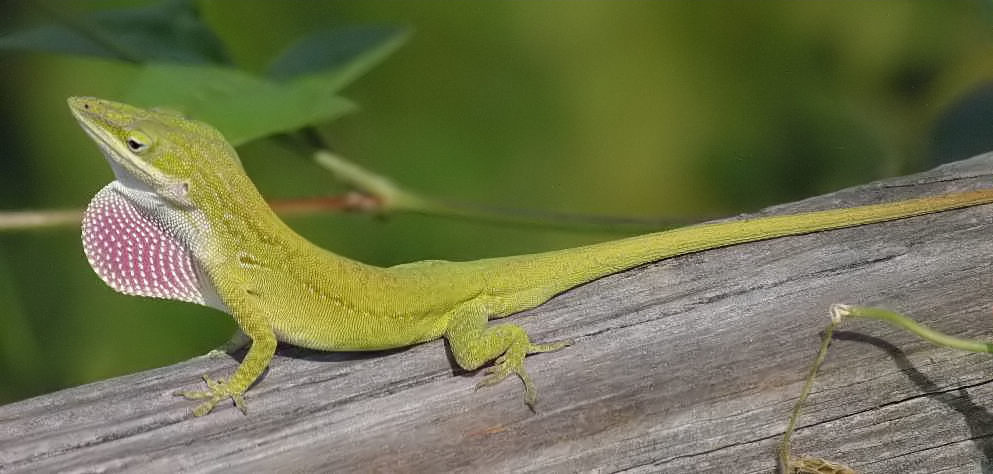
Ein Rotkehlanolismännchen mit aufgestelltem Kehllappen

Ursprünglich stammt der Rotkehlanolis aus dem Südosten der USA. Dort ist er heimisch von Florida nach Westen über Alabama und Louisiana bis Texas, von dort aus bis Südoklahoma. Von Oklahoma nach Osten über Arkansas und Tennessee bis nach Südvirginia. Genetische Untersuchungen am Rotkehlanolis deuten darauf hin, dass sein Vorfahre in Kuba lebte und den Südosten der USA (Florida) über das Meer erreichte.
Eine weitere Population wurde auf Hawaii festgestellt, jedoch ist diese auf Verschleppung durch den Menschen zurückzuführen. Dort verbreiten sie sich durch das Fehlen natürlicher Prädatoren (Fressfeinde) so stark, dass sie eine Gefahr für dort heimische Tiere geworden sind.
Außerhalb der USA besiedeln sie große Teile von Nordost-Mexiko sowie diverse Inseln der Karibik. Letztere müssen sie wohl durch Einführung durch den Menschen erreicht haben.
In seinem Habitat bewohnt der Rotkehlanolis Laubwälder und Sträucher. Seine Krallen und Haftfüße (siehe auch Anolis) machen die Art zu einem hervorragenden Kletterer.

## Lebensweise
Die tagaktiven Rotkehlanolis leben in kleinen Gruppen mit einer klaren Rangordnung. Diese Tiere, welche im Winter eine zweimonatige Winterruhe absolvieren, sind Sonnenanbeter, die sich häufig und gerne sonnen. Dabei färben sie sich dunkelbraun. Sie sind scheue Fluchttiere, die von vielen Jägern (Greifvögel, Katzen etc.) verfolgt werden. Wenn es jedoch keinen Ausweg gibt, versuchen sie, mit dem Kehlsack den Feind einzuschüchtern. Dies ist eine mögliche Situation, bei der Weibchen den Kehlsack benutzt. Aber auch beim Balzen wird der Kehlsack aufgeblasen. Die Männchen weichen gegenüber Artgenossen selten einem Kampf aus. Rotkehlanolis sind sehr territorial, die erste Folge des Eindringens ist wohl die Drohgebärde des Revierinhabers. Er stellt seinen Kehlsack auf und nickt zum Teil dabei mit dem Kopf. Sollte das schwächere Männchen nicht fliehen oder sind die Kontrahenten gleich stark, kommt es zu einem Kampf. Die erste Attacke geht dabei vom Revierinhaber aus.
Es gibt zwei Morphen der Männchen: Leichter gebaute Männchen,  die sich in Kämpfen vor allem auf Schnelligkeit und Drohgebärden mit dem Kehlsack verlassen sowie schwerer gebaute Männchen, die sich hauptsächlich auf ihren stärkeren Biss verlassen.
Die Folgen sind vielfältig, Kratzverletzungen und Bissverletzungen sind immer vorhanden. Seltener sind Knochenbrüche und ausgekugelte Gelenke.

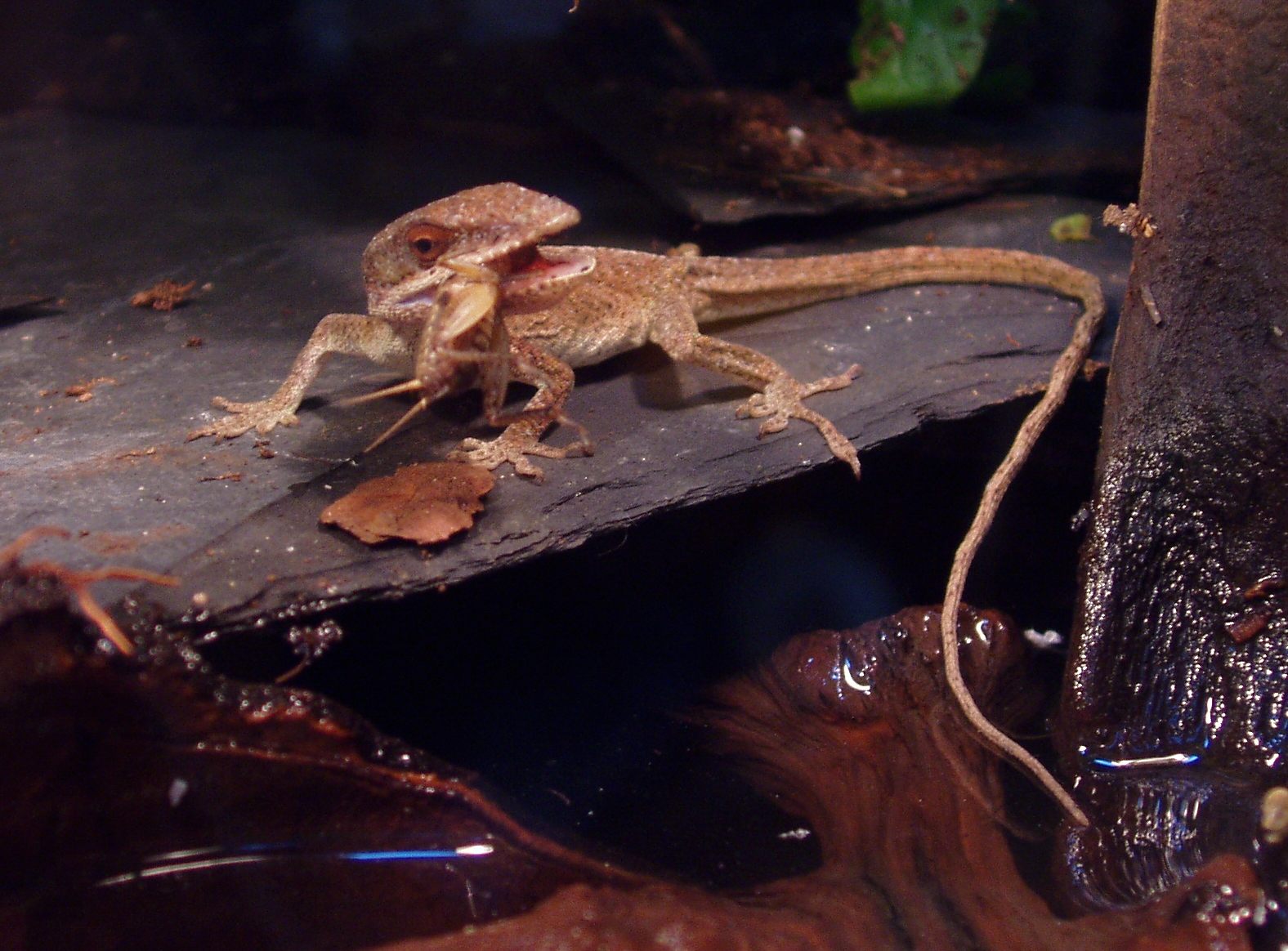
Anolis können Ihre Färbung blitzschnell zwischen grün und braun wechseln.

## Ernährung

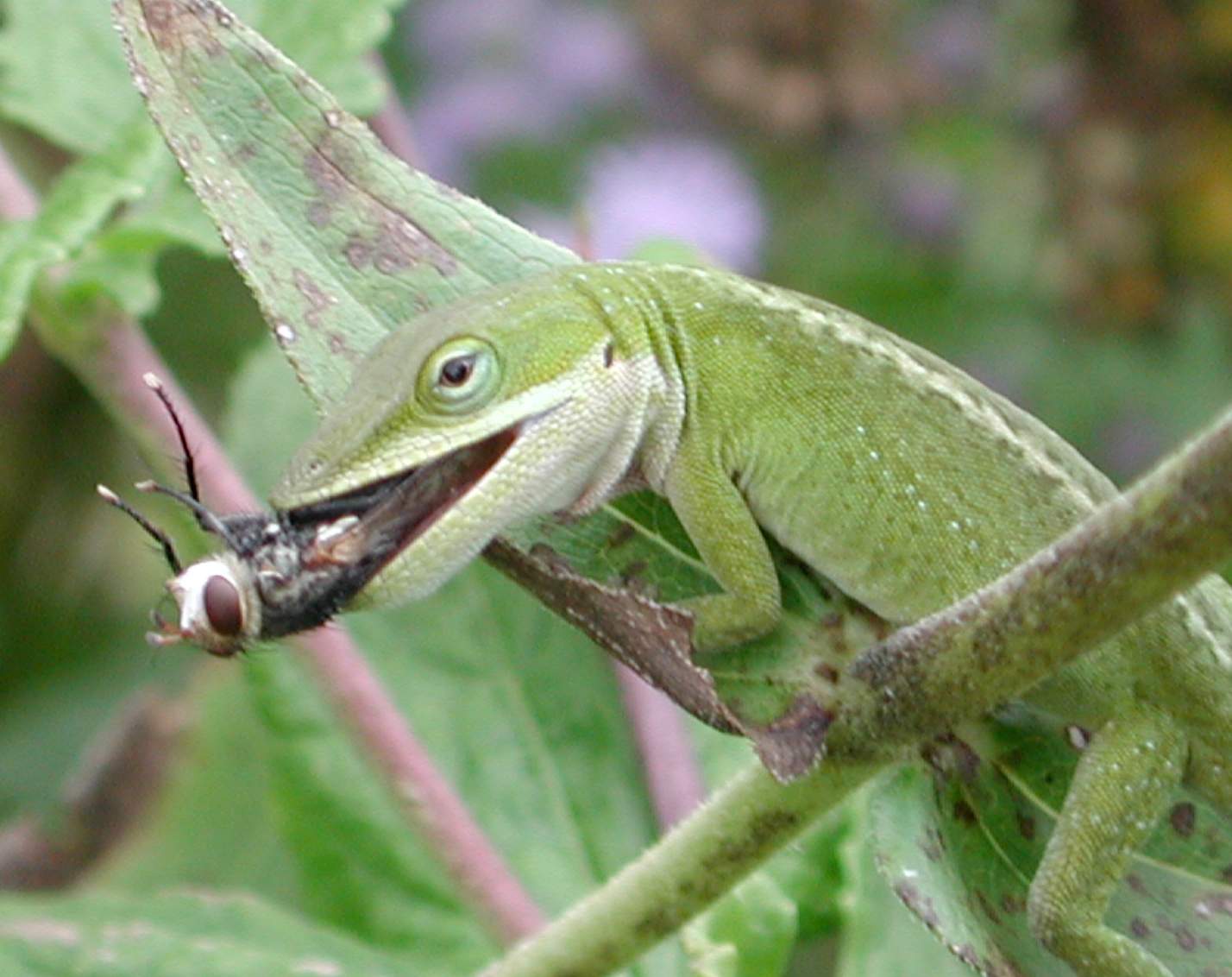
Rotkehlanolis (Anolis carolinensis) mit erbeuteter Fliege

Rotkehlanolis stellen aktiv kleineren Gliederfüßern, etwa Grillen, Heuschrecken, Fliegen, Maden, Mehlwürmer und Motten nach. Überdies werden Spinnen gefressen. Grundsätzlich wird jedes Insekt gefressen, welches in den Mund passt. Rotkehlanolis sind Lauerjäger. Wenn er ein Beutetier mit seinen Augen erkennt, wartet er, bis es in Reichweite ist und erbeutet es dann in einem Sprung.
Oftmals fängt er die Beute seitlich, muss die Beute dann allerdings umdrehen um sie verschlingen zu können, denn Anolis haben keine Zähne, sondern lediglich kleine Häkchen, mit denen sie die Beute festhalten. Sie fressen größere Beutetiere meistens mit dem Kopf nach unten.

## Fortpflanzung
Nach der Winterruhe beginnt die Fortpflanzungszeit der Rotkehlanolis. Das Balzritual besteht aus dem Aufstellen des Kehlsackes und einer liegestützenähnlichen Bewegung. Bei der Paarung setzt das Männchen zu einem Nackenbiss an, um das Weibchen in die Paarungsposition zu bringen. Daraufhin legt das Männchen ein Bein auf den Körper des Weibchens und beginnt mit der Begattung. Die Kopulation dauert ein paar Minuten. Nach einer Trächtigkeit von 2–3 Wochen werden 1 oder 2 weichschalige Eier vergraben, aus denen nach 1–2 Monaten die Jungen schlüpfen, die nach etwa 7 Monaten ebenfalls Jungtiere zeugen können.

## Terraristik
Der Rotkehlanolis ist ein weltweit sehr beliebtes Tier für die Terrarienhaltung. Im Vergleich zu anderen Reptilienarten ist er sehr einfach zu halten und kommt mit einer Vielzahl an Lebensräumen zurecht. Zudem zeigt der Rotkehlanolis bei guter Haltung eine sehr breite Palette natürlicher Verhaltensweisen und lässt sich leicht nachzüchten. Dennoch werden in Zoohandlungen oft Wildfänge angeboten, was aufgrund der langen Transportwege als eher fraglich anzusehen ist.
Wie alle Reptilien aus dem subtropischen oder tropischen Raum benötigt der Rotkehlanolis eine relative Luftfeuchtigkeit von 50 bis 65 % am Tag. Abends sollte der Halter manuell sprühen, da durch das nächtliche Absenken der Zimmertemperatur sich die Luftfeuchte auf gewünschte 80 bis 90 % erhöht. Außerdem lecken die Rotkehlanolis die Wassertropfen von den Blättern und den Glasscheiben, um so Wasser aufzunehmen. Die Temperaturen sollten im Winter ca. 23 °C, im Sommer zwischen 28 und 30 °C liegen. Unter der Wärmelampe sollte es wärmer (ca. 28–35 °C) sein, damit sich die wechselwarmen Tiere dort aufwärmen können.
Neben dem Licht muss es im Terrarium auch eine UV-A und UV-B Quelle geben. Moderne HQI-Lampen (nur betreibbar mit Vorschaltgerät) liefern neben einem schönen und natürlichen Licht auch die UV-Strahlung in gesunden Dosen, welche für die Bildung von Vitamin D unabdingbar ist.

## Biologische Forschung
Der Rotkehlanolis ist in der Biologie ein Modellorganismus und ist das erste Reptil, dessen Genom vollständig sequenziert wird. Aber auch in der Evolutionsbiologie ist der Rotkehlanolis ein Modellorganismus. So konnten Losos et al. viele neue Erkenntnisse über die Phänomene der adaptiven Radiation, der Insel-Evolution, die biologische Invasion wie auch Mechanismen der phänotypischen Plastizität und der Nischen-Evolution gewinnen.
Des Weiteren ist bekannt, dass die Epiphyse des Rotkehlanolis nach einer chirurgischen Entfernung bis zu 10 Tagen in Kulturlösung funktionsfähig bleibt. Somit können Biologen den Einfluss von Licht oder Temperatur auf die Hormonausschüttung der Epiphyse ohne Zeitverzögerung oder Verfälschung der Ergebnisse durch andere äußere Einflüsse messen.